# 1644 w polityce

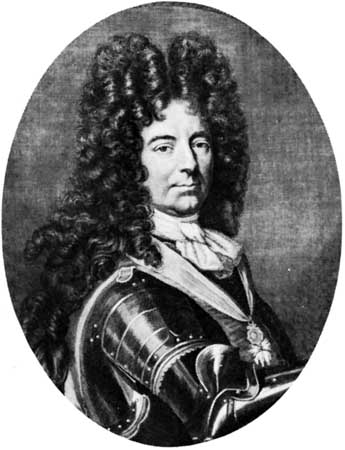
Ludwik Franciszek Boufflers

Wydarzenia polityczne w 1644 roku.

## Urodzili się
- 10 stycznia
  - Louis-François de Boufflers, marszałek Francji[1].
  - Celestino Sfondrati, włoski kardynał[2].
- 7 lutego Nils Bielke, szwedzki polityk[3].
- 14 października William Penn, angielski kwakier, założyciel Pensylwanii[4].

## Zmarli
- 26 maja Alfons III d’Este, książę Modeny[5].
- 29 lipca Urban VIII, papież[6].
- 6 października Elżbieta Burbon, królowa Hiszpanii i Portugalii[7].